# Camponotus fuscus
Camponotus fuscus is een mierensoort uit de onderfamilie van de schubmieren (Formicinae). De wetenschappelijke naam van de soort is voor het eerst geldig gepubliceerd in 1994 door Kim & Kim.